# Condado de Hand
El condado de Hand (en inglés: Hand County, South Dakota), fundado en 1873,  es uno de los 66 condados en el estado estadounidense de Dakota del Sur. En el 2000 el condado tenía una población de 3741 habitantes en una densidad poblacional de 1 personas por km². La sede del condado es Miller.

## Geografía
Según la Oficina del Censo, el condado tiene un área total de 3730 km² (1440,2 mi²), de la cual 3721 km² (1436,7 mi²) es tierra y 9 km² (3,5 mi²) es agua.

### Condados adyacentes
- Condado de Faulk - norte
- Condado de Spink - noreste
- Condado de Beadle - este
- Condado de Jerauld - sureste
- Condado de Buffalo - suroeste
- Condado de Hyde - oeste

## Demografía
En el 2000 la renta per cápita promedia del condado era de $32 377, y el ingreso promedio para una familia era de $38 017. El ingreso per cápita para el condado era de $18 735. En 2000 los hombres tenían un ingreso per cápita de $26 335 versus $16 181 para las mujeres. Alrededor del 9.20% de la población estaba bajo el umbral de pobreza nacional.
| 1900 | 1910 | 1920 | 1930 | 1940 | 1950 | 1960 | 1970 | 1980 | 1990 | 2000 | Est. 2008 |
| ---- | ---- | ---- | ---- | ---- | ---- | ---- | ---- | ---- | ---- | ---- | --------- |
| 4525 | 7870 | 8778 | 9485 | 7166 | 7149 | 6712 | 5883 | 4948 | 4272 | 3741 | 3274      |

## Ciudades y pueblos
- Miller
- Ree Heights
- St. Lawrence
- Vayland
- Polo
- Northwest Hand
- Wessington
- Wessington (Dakota del Sur)

### Municipios
| - Municipio de Alden - Municipio de Alpha - Municipio de Bates - Municipio de Burdette - Municipio de Campbell - Municipio de Carlton - Municipio de Cedar - Municipio de Como - Municipio de Florence - Municipio de Gilbert - Municipio de Glendale - Municipio de Grand | - Municipio de Greenleaf - Municipio de Hiland - Municipio de Holden - Municipio de Hulbert - Municipio de Linn - Municipio de Logan - Municipio de Midland - Municipio de Miller - Municipio de Mondamin - Municipio de Ohio - Municipio de Ontario - Municipio de Park | - Municipio de Pearl - Municipio de Plato - Municipio de Pleasant Valley - Municipio de Riverside - Municipio de Rockdale - Municipio de Rose Hill - Municipio de Spring Hill - Municipio de Spring Lake - Municipio de St. Lawrence - Municipio de Wheaton - Municipio de York |

## Mayores autopistas
- Carretera de U.S. 14
- Carretera de U.S. 212
- Carretera Dakota del Sur 26
- Carretera Dakota del Sur 45